# Bixad (gmina w okręgu Satu Mare)
Bixad – gmina w Rumunii, w okręgu Satu Mare. Obejmuje miejscowości Bixad, Boinești i Trip. W 2011 roku liczyła 6504 mieszkańców.